# Rupert Friend

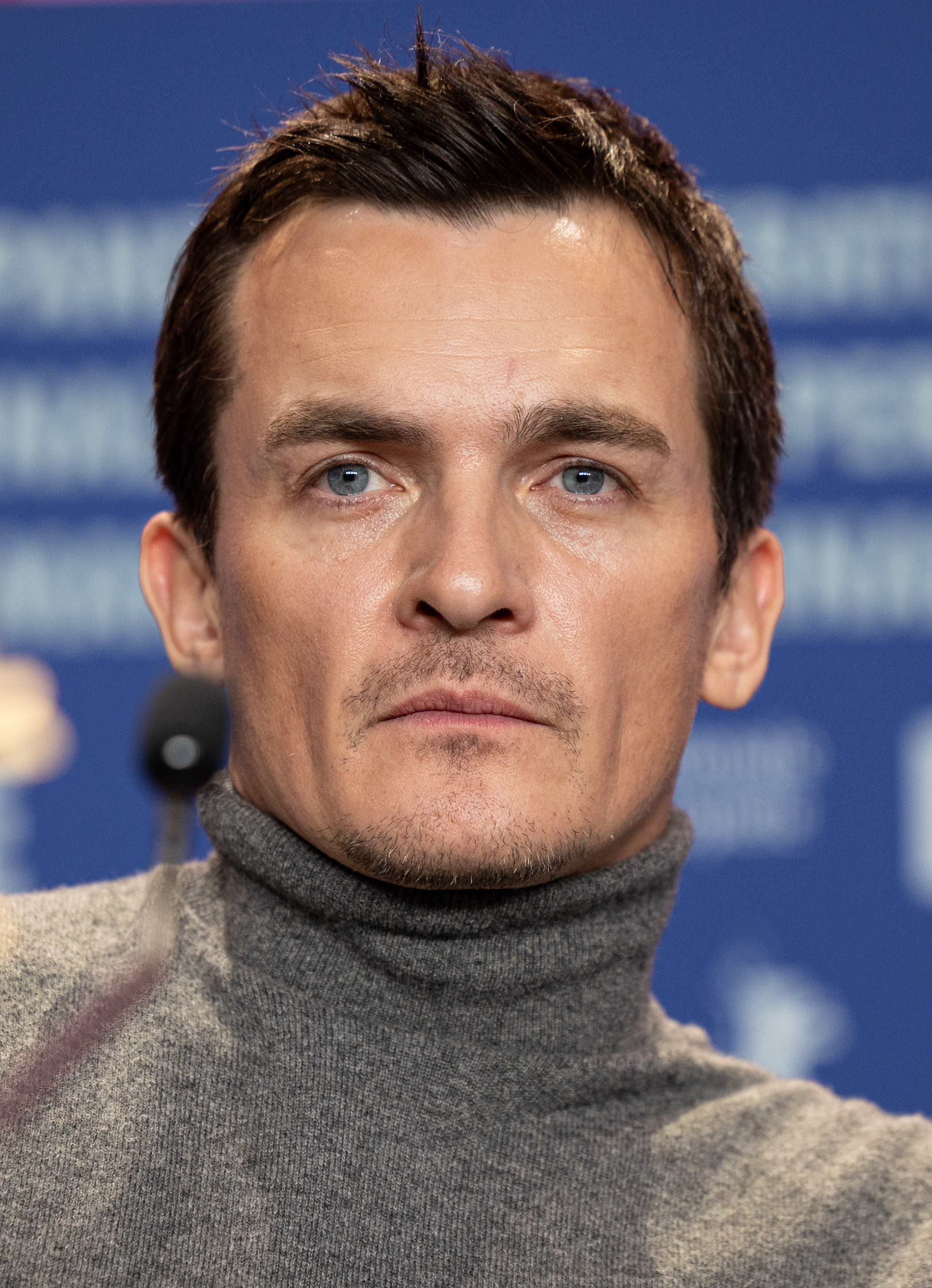
Rupert Friend, 2025

Rupert William Anthony Friend (* 9. Oktober 1981 in Oxfordshire, England) ist ein britischer Schauspieler.

## Leben
Rupert Friend absolvierte seine Schauspielausbildung an der Webber Douglas Academy of Dramatic Art in London. Sein Filmdebüt gab er 2004 in der Rolle des jugendlichen Geliebten von John Wilmot, gespielt von Johnny Depp, in dem Historiendrama The Libertine. Der Part brachte ihm 2005 den Satellite Award als vielversprechendstes Schauspieltalent sowie eine Nominierung für den British Independent Film Award als bester Nachwuchsdarsteller ein.
2005 spielte Friend die Rolle des Mr. Wickham in Joe Wrights Jane-Austen-Verfilmung Stolz und Vorurteil. Im selben Jahr spielte er unter der Regie von Dan Ireland die männliche Hauptrolle an der Seite von Joan Plowright in der Tragikomödie Mrs. Palfrey at the Claremont. 2007 war er neben Alfred Molina und Jonathan Pryce in dem Kriegsdrama The Moon and the Stars zu sehen, spielte mit Sean Bean und Bob Hoskins in dem Kriminalfilm Outlaw und trat an der Seite von Colin Firth und Ben Kingsley in dem Historienfilm Die letzte Legion auf. Im Jahr 2008 drehte er erneut unter der Regie von Dan Ireland das Independentdrama Jolene, in dem er an der Seite von Jessica Chastain einen drogensüchtigen Musiker und Tätowierer spielte.
In der Colette-Verfilmung Chéri – Eine Komödie der Eitelkeiten (2009) spielte er die Titelrolle und in Victoria, die junge Königin verkörperte er neben Emily Blunt Victorias Gemahl Albert von Sachsen-Coburg und Gotha. 2011 übernahm er eine der Hauptrollen in dem Kriegsfilm 5 Days of War.
Von 2012 bis 2017 war er in der preisgekrönten US-Serie Homeland in der Rolle des Peter Quinn zu sehen, für die er Nominierungen für den Emmy und den Screen Actors Guild Award erhielt.
Von 2005 bis 2010 waren Friend und seine Schauspielkollegin Keira Knightley, die er bei den Dreharbeiten zu Stolz und Vorurteil kennengelernt hatte, ein Paar. Im Mai 2016 heiratete er die Leichtathletin Aimee Mullins, mit der er seit 2013 zusammen ist.

## Filmografie (Auswahl)
- 2004: The Libertine
- 2005: Stolz und Vorurteil (Pride & Prejudice)
- 2005: Mrs. Palfrey at the Claremont
- 2006: The Moon and the Stars
- 2007: Die letzte Legion (The Last Legion)
- 2007: Virgin Territory
- 2007: Outlaw
- 2008: Jolene
- 2008: Der Junge im gestreiften Pyjama (The Boy in the Striped Pyjamas)
- 2009: Chéri – Eine Komödie der Eitelkeiten (Chéri)
- 2009: Victoria, die junge Königin (The Young Victoria)
- 2010: Lullaby for Pi
- 2011: 5 Days of War
- 2012–2017: Homeland (Fernsehserie, 57 Episoden)
- 2013: The Zero Theorem
- 2013: Mauern der Gewalt (Starred Up)
- 2015: Hitman: Agent 47
- 2017: The Death of Stalin
- 2018: Van Gogh – An der Schwelle zur Ewigkeit (At Eternity’s Gate)
- 2018: Nur ein kleiner Gefallen (A Simple Favor)
- 2018–2019: Strange Angel (Fernsehserie, 15 Episoden)
- 2021: Separation
- 2021: Infinite – Lebe unendlich (Infinite)
- 2021: The French Dispatch
- 2021: Last Looks
- 2022: Anatomie eines Skandals (Fernsehserie, 6 Folgen)
- 2022: Obi-Wan Kenobi (Miniserie)
- 2023: Asteroid City
- 2023: Der Schwan (The Swan, Kurzfilm)
- 2023: Der Rattenfänger (The Rat Catcher, Kurzfilm)
- 2024: The American Society of Magical Negroes
- 2024: Canary Black
- 2025: Companion – Die perfekte Begleitung (Companion)
- 2025: After This Death
- 2025: Dreams
- 2025: Der phönizische Meisterstreich (The Phoenician Scheme)
- 2025: Jurassic World: Die Wiedergeburt (Jurassic World Rebirth)